# Esteban Prol
Esteban Carlos Prol (Buenos Aires, 15 dicembre 1966) è un attore argentino, noto per aver recitato nella telenovela Flor - Speciale come te.

## Biografia
Durante la sua adolescenza ha partecipato a dei laboratori letterari. Poi si è laureato ad una scuola magistrale. Studia recitazione per 7 anni. Nel 1994 partecipa nella serie Montaña rusa, grazie alla quale viene notato da spettatori e direttori argentini.
Ha prodotto insieme a Sebastián De Caro e Gastón Rothschild il film Vacaciones en la tierra e Rockabilly, fondando la società di produzione di film Shuansen.

### Vita privata
Convive con Laura Del Piccolo, da cui ha avuto un figlio, Juan, nel 2009. Vive nel quartiere di Caballito a Buenos Aires. Ha origini irlandesi.

## Filmografia

### Cinema
- Tres veranos, regia di Raúl Tosso (1999)
- Rockabilly, regia di Sebastián De Caro (2000)
- Filmatrón, regia di Pablo Parés (2007)
- Capital (Todo el mundo va a Buenos Aires), regia di Augusto González Polo (2007)
- Nacido para morir, regia di Andrés Borghi (2014)

### Televisione
- El agujerito sin fin – programma TV, conduttore (1991-1993)
- Montaña rusa – serial TV (1994-1996)
- Cablín – programma TV, conduttore (1995-2000)
- Como vos y yo – serie TV (1998-1999)
- Los buscas de siempre – serie TV (2000)
- Los médicos de hoy – serie TV (2000)
- Culpables – serie TV (2001)
- Son amores – serial TV (2003)
- Todos los días – programma TV, conduttore (2003)
- Los Roldán – serial TV, 5 episodi (2004)
- Historias de terror (2004)
- Flor - Speciale come te (Floricienta) – serial TV (2004-2005)
- Amor mío – serie TV (2005)
- Amo de casa – serial TV (2006)
- El circo de las estrellas – programma TV (2007)
- Todos contra Juan – serial TV (2008-2010)
- Por amor a vos – serial TV (2008)
- Enseñame a vivir – serie TV (2009)
- Teen Angels (Casi Ángeles) - serial TV (2009)
- Highway: Rodando la Aventura – serie TV (2010)
- Tiempo de pensar – serie TV (2011)
- Historias de la primera vez – serie TV (2011)
- Víndica – serie TV (2011)
- Decisiones de vida – serie TV (2011)
- Los únicos – serial TV (2011)
- Todas a mí – serie TV (2011)
- Dulce amor – serial TV (2012)
- Esa mujer – serial TV (2013)
- Camino al amor – serial TV (2014)
- Jungle Nest – serie TV (2016)
- Maradona: sogno benedetto (Maradona: sueño bendito) - serie TV, 3 episodi (2021)

### Doppiaggio
- Piluso y Coquito (2009)
- Plumíferos (2010)

## Videografia
- 2000 – Caballeros de la quema - Sapo de otro pozo

## Teatro
- A propósito de la duda (2000-2008)
- Sinvergüenzas (2000)
- Secretos de amor de Ophelia (2004)
- Identikit (2004)
- Floricienta, princesa de la terraza tour (2005)
- Interviú (2008)
- Las del barranco (2008)
- El leon en invierno (2009)
- Los muchachos de antes no usaban gomina (2009)
- Soñar en boedo (2009-2010)
- La picara soñadora (2011)
- Alegreto (2011)
- Papá querido (2011)
- Despedida de casados (2013)[1]
- Los Grimaldi (2013)
- Anda jaleo (2014)

## Doppiatori italiani
Nelle versioni in italiano delle opere in cui ha recitato, Esteban Prol è stato doppiato da:
- Emiliano Reggente in Flor - Speciale come te[2]